# Кипапа
Кипапа (порт. Quipapá) — муниципалитет в Бразилии, входит в штат Пернамбуку. Составная часть мезорегиона Мата-Пернамбукана. Входит в экономико-статистический микрорегион Мата-Меридиунал-Пернамбукана. Население составляет 18 728 человек. Занимает площадь 225,6 км². Плотность населения — 83,02 чел./км².

## История
Город основан в 1879 году.

## География
Климат местности: полупустыня. В соответствии с классификацией Кёппена, климат относится к категории SA.